# Simina Mandache
Simina Andra Mandache (Arad, 25 febbraio 1981) è un'ex cestista rumena.
Ala-pivot di 185 cm, ha giocato nella massima serie italiana con La Spezia e Alcamo.

## Carriera

### Nei club
Considerata la miglior straniera dei tre anni precedenti, è giunta nell'estate 2010 alla Gea Magazzini Alcamo. Con la società trapanese ottiene la promozione in A1 al termine dei play-off e ottiene anche la salvezza in gara-3 dei play-out.
Nel 2012-13 con la Reyer Venezia ha vinto il Girone Nord con due turni di anticipo ed è stata promossa in A1, per poi conquistare anche la Coppa Italia di categoria.

### In Nazionale
Con la Romania ha disputato due edizioni dei Campionati europei (2001, 2007).

## Statistiche

### Presenze e punti nei club
Statistiche aggiornate al 27 aprile 2012
| Stagione        | Squadra                  | Competizione | Partite | Partite | Partite | Statistiche tiro | Statistiche tiro | Statistiche tiro | Altre statistiche | Altre statistiche | Altre statistiche | Altre statistiche | Altre statistiche |
| Stagione        | Squadra                  | Competizione | Pres.   | Titol.  | Minuti  | Tiri da 2        | Tiri da 3        | Liberi           | Rimb.             | Assist            | Rubate            | Stopp.            | Punti             |
| --------------- | ------------------------ | ------------ | ------- | ------- | ------- | ---------------- | ---------------- | ---------------- | ----------------- | ----------------- | ----------------- | ----------------- | ----------------- |
| 2001-2002       | Termomeccanica La Spezia | Serie A1     | 10      |         | 228     | 18/48            | 4/13             | 7/9              | 32                | 1                 | 7                 |                   | 55                |
| 2007-2008       | Acetum Cavezzo           | Serie A2     | 32      | 30      | 1018    | 178/389          | 32/100           | 80/92            | 218               | 36                | 81                | 23                | 532               |
| 2008-2009       | Acetum Cavezzo           | Serie A2     | 31      | 30      | 1042    | 225/408          | 50/140           | 84/105           | 212               | 20                | 74                | 10                | 709               |
| 2009-2010       | G.S.2000 Porto S.Giorgio | Serie A2     | 32      | 32      | 1140    | 167/338          | 34/107           | 134/157          | 300               | 27                | 64                | 24                | 570               |
| 2010-2011       | Gea Magazzini Alcamo     | Serie A2     | 37      | 35      | 1225    | 221/438          | 41/114           | 84/105           | 251               | 30                | 60                | 18                | 649               |
| 2011-2012       | Gea Magazzini Alcamo     | Serie A1     | 28      | 27      | 846     | 94/229           | 25/76            | 45/55            | 132               | 8                 | 30                | 8                 | 308               |
| Totale carriera |                          |              |         |         |         |                  |                  |                  |                   |                   |                   |                   |                   |

## Palmarès
- Campionato italiano di Serie A2: 3
Basket Cavezzo: 2008-09; Basket Alcamo: 2010-11; Reyer Venezia: 2012-13
- Coppa Italia di Serie A2: 1
Reyer Venezia: 2013.